# 다카쿠라가
다카쿠라 가(일본어: 高倉家 타카쿠라케[*])는 일본의 공가 가문으로서 26대 반가 중 하나이다. 후지와라 북가 나가라류의 일파이다. 종2위 참의를 지낸 다카쿠라 나가스에(1228년 ~ 1392년)를 중시조로 한다.